# Киркей
Киркей (бур. Хэрээ) — деревня в Аларском районе Усть-Ордынского Бурятского округа Иркутской области. Входит в муниципальное образование «Иваническ».

## География
Деревня расположена в 42 км юго-западнее районного центра (с учётом транспортной доступности).

## Внутреннее деление
Состоит из 2-х улиц: Центральной и Солнечной.

## Происхождение названия
Валентина Красонцева связывает данное название с бурятским хэр — «степь», хээрэ — «степное место».
Станислав Гурулёв считает, что этот топоним может происходить от якутского кырыы — «отдалённый», «окраинный». Также он рассматривают версию, согласно которой название Киркей может происходить от бурятского хирэ, а также монгольского хир или эвенкийского кири. Все эти слова переводятся как «грязь».

## История
Исследователь Жан Зимин высказывал мнение, что улус Киркей возник в результате переселения хонгодоров из Монголии. На 1874 год Киркейский улус, где насчитывалось 28 жителей. 

## Население
| 2002 | 2010 | 2011 | 2012 |
| ---- | ---- | ---- | ---- |
| 292  | ↘191 | ↘190 | ↘182 |

## Известные уроженцы
- Вампилов, Буда Николаевич (1920—2002) — советский бурятский актёр театра и кино, Заслуженный артист Бурятской АССР, Народный артист Бурятской АССР, Народный артист РСФСР (1959).